# Domo Genesis
Dominique Marquis Cole (Inglewood, 9 de março de 1991), conhecido artisticamente como Domo Genesis, é um rapper e DJ norte-americano.